# Daniel Günther
Daniel Günther (* 24. července 1973 Kiel) je německý politik za Křesťanskodemokratickou unii (CDU). Od roku 2017, kdy CDU zvítězila v zemských volbách ve Šlesvicko-Holštýnsku, je premiérem Šlesvicka-Holštýnska, když svou vládu složil jako takzvanou jamajskou koalici se Zelenými a Svobodnou demokratickou stranou. Jako šlesvicko-holštýnský premiér je členem Spolkové rady, jejímž je od 1. listopadu 2018 předsedou.
Vystudoval psychologii a politologii na Univerzitě v Kielu, odkud má titul magistra.
Je římskokatolického vyznání, ženatý a má dvě dcery.